# Stregætsning
Stregætsning er en grafisk trykteknik, hørerende under dybtryk. Det er samtidig betegnelsen for selve det grafiske blad eller trykket. 
Ved stregætsning dækkes trykpladen, der som oftest er af kobber eller zink, med et tyndt lag ætsegrund (hårdgrund). Heri ridses motivet så metallet blottes bagved, og pladen udsættes for et syrebad, hvor der ætses ned i de ridsede aftegninger. Herved dannes de fordybninger, hvor trykfarven kan ligge inden den trykkes over på papiret. Stregætsning hører under radering, en term, der indimellem optræder synonymt med stregætsning, men som også bruges som samlebetegnelse for en større gruppe af grafiske teknikker. 
De første stregætsninger kendes tilbage fra begyndelsen af 1500-tallet. (Kilde: E. Fischer, J. Graff et.al. (1970) Europæisk Grafik – Et billedudvalg fra Den Kongelige Kobberstiksamling, Statens Museum for Kunst)

## Grundlæggende metode
Ved stregætsning dækkes en metalplade (af kobber, zink eller stål) med hårdgrund, en voksagtig belægning, der er modstandsdygtig over for syre. For at skabe motivet, skrabes i hårdgrundsbelægningen med en spids radérnål eller et andet hårdt redskab, dér, hvor der ønskes en linje på det færdige arbejde. På den måde blottes delvist det bare metal. (Undertiden regnes blødgrundsætsning også under stregætsning. Da er fremgangsmåden en smule anderledes.)
Derpå dyppes pladen i et syrebad, der teknisk kaldes mordanten (Fransk for "bide") eller ætseren, eller den bliver vasket over med syre. Syren "bider" ned dér, hvor metaloverfladen er blottet, og efterlader fordybede linjer i pladen. Det er muligt at skabe en variation i betoningen af linjen ved at ætse ad flere omgange, og undervejs afdække dele af den raderede linje, der skal skånes for syren, med et syreresistent stof. Eksempelvis flydende hårdgrund, afdækningsasfalt eller lak. 
Den tilbageværende ætsegrund renses af pladen, som efterfølgende indfarves med trykfarve, og aftørres, så farven kun forbliver i de ætsede fordybninger.
Pladen lægges sammen med et opfugtet papirark, og under højt tryk presses de to sammen i en trykpresse mellem to filtmåtter.  Papiret suger nu farve fra de ætsede linjer, og trykket opstår. Processen kan gentages mange gange. Det er muligt efter tryk at arbejde videre på pladen og tage nye tryk. Derved fås stregætsninger i flere fortløbende tilstande (versioner). 

### Kombination med andre teknikker
Stregætsning har ofte været kombineret med andre dybtrykteknikker som stik (gravering) (det ses eksempelvis hos Rembrandt og Marcus Gheeraerts den Ældre) eller akvatinte (som det ses hos Goya).

## Moderne raderingsteknik i detaljer

### Trykpladen
Trykpladen klargøres, så den er ridse- og fedtfri, og kanter og hjørner er afrundet. Pladen kan være i forskellige typer metal. Kobber er ofte det foretrukne, da det er smidigt og kan forståles, så pladen kan holde til et højere antal tryk. Hensyn til pris kan gøre at man vælger enten zink, stål eller aluminium. 
Hvad angår zink er det billigere end kobber, men knap så idéelt at arbejde i. Det er hårdt, ikke så smidigt, og kan ikke forståles uden en særlig behandling. Desuden kan det give en tryktone i det færdige tryk, hvilket betyder, at det ’hvide’ i trykket ikke bliver helt hvidt, men får en gråtone. Det skyldes at zink langsomt nedbrydes ved iltning, og at pladen derfor let korroderes en lille smule i overfladen, så den er svær at tørre fuldstændig ren. 
Trykpladers holdbarhed i trykkeprocessen kan variere. Ifølge tidligere underviser på Det Kongelige Danske Kunstakademis Grafiske Skole, Sofus Rindel (i kompendiet Om Radeerteknik (1980)) kan kobberplader oftest tage op til 50-70 gode tryk, afhængigt af hvordan de er ætset. Hvis man forståler pladen, kan den tage op til flere hundrede tryk. 
Ifølge Rindel er en pladetykkelse på 0,75-1mm det mest almindeligt anvendte, når det gælder kobberplader. Pladens tykkelse vælges imidlertid under hensyntagen til arbejdets størrelse. Arbejdes med store plader, bør pladen ikke være alt for tynd. (S. Rindel, s. 2-4) 

### Påføring af grund
Den hårdgrund som påføres pladen, og som motivet ridses ned i, findes i forskellige varianter, og påføres på forskellig vis. Fast hårdgrund kommer i fast form, og smeltes på pladen, hvorefter den fordeles ud med en valse. Flydende hårdgrund lægges på pladen med en pensel.(Kilde: S. Rindel s. 9-11)

### Optegning af motivet
Tegningen ridses i hårdgrunden med en radernål eller et andet hårdt værktøj. Der skal ikke ridses ned i selve pladen. Det er nok at ætsegrunden gennembrydes, så syren kan få fat. Nogen vælger at overføre en skitse til pladen, før de begynder at ridse motivet op. Det kan eksempelvis gøres ved hjælp af en tegning udført med blød blyant. Tegningen lægges ovenpå pladen, blyantside mod hårdgrund, og de to sendes en tur gennem trykpressen med et let tryk. Tegningen overføres således i spejlvendt version. (S. Rindel s. 12)

### Radérnålen
Det klassiske redskab i stregætsning er radérnålen, som enten kan købes eller fremstilles af f.eks. nåle eller søm fæstnet til et træskaft. Radérnålen skal alene kunne gennembryde hårdgrunden, og selvfremstillede radérnåle afrundes, for at undgå at skabe såkaldte grater i pladen når der ridses. Det kan blandt andet gøres ved slibning med karborundumsten. For at variere stregen, kan radérnåle fremstilles med varierende tykkelse. (Rindel s. 3-5)

### Ætsning
Inden ætsning fjernes løse rester af hårdgrund med en pensel, og pladens bagside dækkes med flydende hårdgrund. Pladen nedsænkes herefter i et syrebad, og der ætses ned de steder hvor metallet er blotlagt af radérnålen. 
Der er flere faktorer, der spiller ind på syrebadets virkning og kan indgå ved bestemmelse af ætsetiden; først og fremmest badets styrke og rummets temperatur. Høj rumtemperatur giver stærkere virkning. Badets temperatur bør stemme overens med rummets. 
Det kan være en fordel at starte med en ætseprøve, hvor man afprøver forskellige ætsetider på streger af forskellig karakter. Jo svagere en syreopløsning der arbejdes med, jo finere linjer kan man få i raderingen. Når der ætses trin for trin, tages pladen jævnligt op af syren og skylles med vand, for at kontrollere linjernes karakter. De punkter og linjer der ser færdig-ætsede ud, afdækkes med flydende hårdgrund, afdækningsasfalt eller lak, og ætseprocessen fortsætter således, til hele raderingen fremtræder som ønsket. Når ætseprocessen er slut, skylles pladen grundigt af med vand, og afrenses eventuelt for mørke aflejringer. Den kan desuden renses med mineralsk terpentin på begge sider inden den indfarves med trykfarve. (Rindel 13-16)

### Syrebadet
Et syrebad bruges kun til en enkelt slags metal, man blander ikke. Jernklorid bruges gerne til ætsning af kobber- og zinkplader. Det giver mørke aflejringer på metallet, som bagefter kan fjernes med fortyndet saltsyre. Jernklorid bliver gradvist mindre virksomt, i takt med at det optager ilt fra luften og salte fra kobberet. 
Et bad med salpetersyre kan bruges til kobber, zink- eller stålplader. Under en ætsningsproces med salpetersyre bruges en fuglefjer eller en lignede til at vifte bobler og nedbrydningsmateriale væk, som dannes på pladen. Boblerne opstår som følge af 
opløsningsprocessen, og er giftige at indånde, hvorfor udsugningsanlæg eller god udluftning er nødvendig. Hvis en boble får lov til at blive på pladen, vil den stoppe ætsningen dér, hvor den rører overfladen. Zink danner flere og hurtigere bobler end kobber og stål, og nogle kunstnere benytter det til at lave interessante små cirkler på deres tryk, så der opstår en mælkevejslignende virkning.
Nedbrydningsmaterialet er pulveragtigt opløst metal, der fylder de ætsede furer og kan forhindre syren i at ætse jævnt i de fritlagte dele af pladen. En måde at fjerne nedbrydningsmateriale på, er at placere pladen i syrebadet med motivet nedefter, hvilende på små kugler, omend ulempen ved denne teknik er udsathed for bobler, som ikke kan blive fjernet med det samme. 
Et syrebad med jernklorid kan eksempelvis bestå af 500 g jernklorid + 1 liter vand. Et bad med salpetersyre kan indeholde 1 del salpetersyre til 5 dele vand ved kobber, eller 1:3 ved øvrige metaller. Skal man selv blande sin syre, er det yderst vigtigt, at syren hældes i vandet og ikke omvendt, på grund af varmeudvikling. (Rindel 13-16, 23)

### Rensning af pladen
Pladen fjernes fra syren og skylles over med vand for at vaske den helt syrefri. Hårdgrunden fjernes med et opløsningsmiddel, som eksempelvis være terpentin, en stærk sodaopløsning eller en mild salmiakopløsning. Bruges terpentin, fjernes den fra pladen med metylalkohol, eftersom terpentin er fedtet og kan påvirke påførslen af trykfarve og trykningen af pladen.

### Påføring af trykfarve
Trykfarven påføres pladen ved hjælp af en valse, hvormed farven hentes fra en glasplade. Pladen opvarmer man forinden til en 30-40 grader ved hjælp af en varmeplade. Det gør trykfarven mere flydende, og lettere at arbejde ned i de ætsede fordybninger. Herefter aftørres pladen med en stofklud, gerne en type stift stof, kendt som tarlatan, eller nærmere bruges kluden til at samtidig at arbejde farven ned i pladen, og at aftørre den overflødige farve. Til sidst kan man for at fjerne den sidste rest farve, som sidder på pladen (ikke i fordybningerne) med avispapir; eller med håndfladen. Man kan også bruge et stykke foldet organzasilke til den endelige aftørring. 

### Trykning
Et stykke opfugtet papir lægges hen over pladen, og de to dele køres gennem en trykpresse sammen. Presset tvinger papiret i kontakt med pladen og ikke mindst trykfarven, som sidder i fordybningerne, hvorved billedet overføres. Det sker under så stærkt pres, at trykkeprocessen også gradvist vil forringe pladens billede; grove partier glattes ud, og linjer bliver lukket. Kunstneren kan nu manuelt restaurere pladen ved fornyet radering, hvor ny grund påføres, og linjer trækkes op. Hvis man vil ændre i pladen, tilføje nyt eller fordybe streger, lægges også et nyt lag ætsegrund.(S. Rindel s. 11)

### Non-toxic printing
(kort om akrylbaserede alternativer)

## Stregætsning i kunsten
Blandt kunstnere, der har arbejdet med stregætsning kan nævnes: Urs Graf, Albrecht Dürer, Lucas van Leyden, Andrea Mantegna, Albrecht Altdorfer, Parmigianino, Jaques Callot, Hercules Seghers, Wencelaus Hollar, Rembrandt, Adriaen van Ostade, Cornelis Bega, Claude, Giovanni Battista Tiepolo, Canaletto, Giovanni Battista Piranesi, William Hogarth, Goya, Charles Meryon, Charles Jacque, Felix Braquemond, Alphonse Legros.
I dansk sammenhæng kan blandt andet nævnes: Melchior Lorck, Asger Jorn, Svend Wiig Hansen, P.S. Krøyer, Martinus Rørbye, Emil Nolde, Richard Winther, Lorenz Frølich, Jane Muus, Edvard Sonne, Ejler Bille, Hanne Sejrbo Nielsen, Axel Holm, Bertel Thorvaldsen, Bjørn Nørgaard, C.W. Eckersberg, Constantin Hansen, Palle Nielsen, Sofus Rindel, Johanne Foss, Maria Thorsen, Jørn Særker Sørensen.

## Varianter: akvatinte, blød-grund og relief-radering
- Akvatinte bruger syrefast harpiks for at opnå tonede virkninger.
- Blød-grund-radering bruger en speciel blødere grundering. Kunstneren placerer et stykke papir (eller stof etc. i moderne sammenhæng) over ætsegrunden og tegner på det. Trykket minder om en tegning.
- Relief-radering. Opfundet af William Blake omkring 1788; fra 1880-1950 var en fotomekanisk ("linje-blok")-variant den fremherskende form for kommerciel billedtrykning. En lignende raderingsproces, men trykt som et relieftryk, så det er de "hvide" baggrundsområder, der udsættes for ætsning med syre, og de områder der skal trykkes som sort, der dækkes med grunding. Blakes nøjagtige teknik er der ikke helt enighed om, men han brugte den til kombineret trykning af tekst og billeder.

## Historie

### Oprindelse
Teknikken har været kendt i Europa siden middelalderen og går måske helt tilbage til antikken. Den har været anvendt af guldsmede og andre metalhåndværkere for at dekorere skydevåben, rustninger, bægre og tallerkener, inden den fandt anvendelse til tryk af grafiske blade. 
I europæisk sammenhæng menes stregætsningen som trykketeknik at være opfundet omkring 1500tallets begyndelse. Nogle mener opfinderen var Daniel Hopfer (ca. 1470-1536) fra Augsburg i Tyskland. En håndværker, der dekorerede rustninger, og som brugte metoden til fremstilling af tryk med jernplader, hvoraf mange eksisterer endnu. Andre kilder peger på, at det skete omtrent samtidigt i både Tyskland og Italien. (Thames and Hudsons s.  11)
De tidligste arbejder var udført på jernplade, men da det gav problemer med rust, gik man hurtigt over til kobber- og zink. (Europæisk Grafik) Albrecht Dürer var blandt de første kunstnere der tog stregætsningen i anvendelse, i årene mellem 1515 og 1518. 
I løbet af 1500tallet blev teknikken også udbredt som metode til reproduktion af allerede eksisterende værker, med specialiserede professionelle grafikere arbejdende på feltet.( Chamberlain Walter (1992 (1972)). The Thames and Hudson Manual of Etching and Engraving, 12 + Europæisk Grafik)
I Den Kongelige Kobberstiksamling Erik Fischer skriver i et forord til udgivelsen Europæisk Grafik – Et Billedudvalg (1970) følgende om forholdet mellem de såkaldt frit arbejdende kunstner, og de, der arbejdede med reproduktion:
”Man må dog ikke forestille sig, at der er tale om to kategorier, som i kunstnerisk henseende nødvendigvis må være vidt forskellige. Kunstens historie viser unægtelig mange eksempler på kunstnerisk svage arbejder af frie grafikere, og omvendt findes der reproduktionsgrafik, hvor ypperlig teknik og åndfuld fortolkning resulterer i værker af høj, selvstændig kunstværdi. De professionelle, reproducerende grafikere klassificeredes aldrig som håndværkere, men besad en kunstners hele uddannelse og regnedes for kunstnere. Selv Goya startede sin grafiske produktion med at reproducere malerier af Velázquez.” (E. Fischer, Jan Garff et.al. (1970) Europæisk Grafik – Et Billedudvalg, ) 
Stregætsningens første udbredelse var som et alternativ til stikket  der allerede var udbredt i Europa, og det blev hurtigt en alvorlig konkurrent til den mere krævende metode. Stregætsningens havde især den fordel, at teknikken var forholdsvis let at lære for en kunstner, der var ferm til tegning. Modsat stikket, der i højere grad krævede øvelse.
I tidlige stregætsninger ser man forholdsvis ensartede linjer, som sandsynligvis er ætset ad en enkelt omgang. Først i 1600tallet begyndte man at arbejde mere bevist med trinvise ætsninger, og varierende betoning af linjen som en del af udtrykket. (Kilde: Chamberlain Walter (1992 (1972)). The Thames and Hudson Manual of Etching and Engraving, 11-12)
1600-tallet var raderekunstens storhedstid med Rembrandt, Giovanni Benedetto Castiglione og mange andre mestre. I 1700-tallet var Piranesi, Tiepolo og Daniel Chodowiecki blandt de bedste beherskere af teknikken. I 1800-tallet og det tidlige 1800-tal fremstod en mængde mindre raderingskunstnere som følge af en fornyet interesse for teknikken, omend ikke nogen hovedskikkelser. Radering praktiseres stadig i vid udstrækning i dag.